# Rapid JC in het seizoen 1960/61
Het seizoen 1960/1961 was het zevende jaar in het bestaan van de Kerkraadse betaald voetbalclub Rapid JC. De club kwam uit in de Eredivisie en eindigde daarin op de 13e plaats. Tevens deed de club mee aan het toernooi om de KNVB Beker, hierin werd in de eerste ronde verloren van Sittardia (0–1).

## Wedstrijdstatistieken

### Eredivisie
|       | ADO   | Ajax  | Alkmaar '54 | DOS   | DWS/A | Elinkwijk | Sportclub Enschede | Feijenoord | Fortuna '54 | GVAV  | MVV   | NAC   | NOAD  | PSV   | Sparta | VVV   | Willem II |
| ----- | ----- | ----- | ----------- | ----- | ----- | --------- | ------------------ | ---------- | ----------- | ----- | ----- | ----- | ----- | ----- | ------ | ----- | --------- |
| Thuis | 1 – 0 | 1 – 5 | 1 – 1       | 0 – 4 | 1 – 2 | 3 – 1     | 1 – 2              | 1 – 4      | 2 – 1       | 1 – 0 | 1 – 1 | 1 – 3 | 0 – 0 | 3 – 2 | 1 – 1  | 0 – 1 | 4 – 0     |
| Uit   | 2 – 1 | 1 – 0 | 1 – 1       | 4 – 0 | 0 – 0 | 0 – 4     | 0 – 2              | 2 – 1      | 2 – 1       | 4 – 0 | 2 – 1 | 0 – 1 | 1 – 2 | 1 – 1 | 3 – 1  | 2 – 4 | 1 – 0     |

### KNVB beker
| Groepsfase                                                        | Rapid JC                                              | 1 – 0 (1 – 0)  | Roda Sport |
| 13 augustus 1960 Plaats: Kerkrade Kaalheide                       | Hubert Hanneman 48'                                   |                | |
| Groepsfase                                                        | Limburgia                                             | 3 – 1 (2 – 0)  | Rapid JC |
| 17 augustus 1960 Plaats: Brunssum Venweg                          | Karel Muyres 4', 15' Gradus Hansen 72'                |                | –' (e.d.) Paul Ewe                                                                                                |
| Groepsfase                                                        | Rapid JC                                              | 5 – 2 (4 – 1)  | MVV |
| 18 september 1960 Plaats: Kerkrade Kaalheide                      | Mat Loo 3', 12', 17' Hub Lenz 35' Hubert Hanneman 55' |                | 5' Chris Coenen 80' Gerard Bühler                                                                                 |
| Groepsfase                                                        | VVH '16                                               | 0 – 10 (0 – 4) | Rapid JC |
| 12 februari 1961 Plaats: Heerlen Sportterrein aan de Kerkraderweg |                                                       |                | –', –' Hub Lenz –', –' Jan Gösgens –', –' Pierre Custers –', –' Hubert Hanneman –' (e.d.) Sjaak Felder –' Mat Loo |
| 1e ronde                                                          | Sittardia                                             | 1 – 0 (1 – 0)  | Rapid JC |
| 29 april 1961 Plaats: Sittard Sittardia-terrein                   | Thei Huisman 20'                                      |                | |

## Statistieken Rapid JC 1960/1961

### Eindstand Rapid JC in de Nederlandse Eredivisie 1960 / 1961
| Stand | Gespeeld | Gewonnen | Gelijk | Verloren | Punten | Doelpunten voor | Doelpunten tegen |
| ----- | -------- | -------- | ------ | -------- | ------ | --------------- | ---------------- |
| 13e   | 34       | 11       | 7      | 16       | 29     | 42              | 54               |

### Topscorers
| #                 | Naam            | Goal |
| ----------------- | --------------- | ---- |
| 1.                | Mat Loo         | 13   |
| 2.                | Hubert Hanneman | 7    |
| 3.                | Hub Lenz        | 5    |
| 4.                | Giel Haenen     | 4    |
| 4.                | Pierre Kusters  | 4    |
| 6.                | Jan Gösgens     | 3    |
| 6.                | Wiel Smeets     | 3    |
| 8.                | Harry Brüll     | 1    |
| 8.                | Lei Habets      | 1    |
| Onbekend doelpunt |                 |      |
| –                 | Onbekend        | 1    |
| Totaal            | Totaal          | 42   |

| #              | Naam                   | Goal |
| -------------- | ---------------------- | ---- |
| 1.             | Hubert Hanneman        | 4    |
| 1.             | Mat Loo                | 4    |
| 3.             | Hub Lenz               | 3    |
| 4.             | Pierre Custers         | 2    |
| 4.             | Jan Gösgens            | 2    |
| Eigen doelpunt |                        |      |
| 1.             | Paul Ewe (Limburgia)   | 1    |
| 1.             | Sjaak Felder (VVH '16) | 1    |
| Totaal         | Totaal                 | 17   |

## Voetnoten
ADO ·
Ajax ·
Alkmaar '54 ·
DOS ·
DWS/A ·
Elinkwijk ·
Sportclub Enschede ·
Feijenoord ·
Fortuna '54 ·
GVAV ·
MVV ·
NAC ·
NOAD ·
PSV ·
Rapid JC ·
Sparta ·
VVV ·
Willem II